# Diversidad sexual en Liberia
Las personas lesbianas, gays, bisexuales y transgénero (LGBT) en Liberia enfrentan desafíos legales y sociales que otros en el país no experimentan. Las personas LGBT en Liberia se enfrentan a una discriminación generalizada, que incluye acoso, amenazas de muerte y, en ocasiones, agresiones físicas. Varios políticos y organizaciones liberianos prominentes han hecho campaña para restringir aún más los derechos LGBT, mientras que existen varias organizaciones locales con sede en Liberia para defender y brindar servicios a la comunidad LGBT en el país. La actividad sexual entre personas del mismo sexo está penalizada independientemente del género de los involucrados, con una pena máxima de tres años de prisión, y el matrimonio entre personas del mismo sexo es ilegal.

## Estatus legal
La actividad sexual entre personas del mismo sexo está penalizada en Liberia. Las secciones 14.74 y 14.79 del código penal de Liberia definen la actividad sexual consentida entre personas del mismo sexo como "sodomía voluntaria", un delito menor de primer grado punible con hasta un año de prisión o una multa de hasta L$1000, o ambas. La ley se aplica a todas las personas que participen en actividades sexuales orales o anales que "no sean marido y mujer ni vivan juntos como marido y mujer aunque no estén legalmente casados". Como resultado, la actividad sexual entre personas del mismo sexo en Liberia está criminalizada, independientemente del género de las personas que participen en ella. Bajo la sección 50.8 inciso 1 se señala: "Delito menor de primer grado. Un acusado condenado por un delito menor de primer grado puede ser sentenciado como un delito grave de tercer grado si el tribunal está convencido de que existe una necesidad excepcional de medidas de rehabilitación o incapacitación para el protección del público en vista de que esta es la tercera condena contra el acusado dentro de cinco años por delitos menores de primer grado o delitos más graves". El artículo 50.5 inciso c. dice: "Para un delito grave de tercer grado, a un término definido de prisión que será fijado por el tribunal, cuyo máximo será de tres años".
La aplicación y el enjuiciamiento de esta ley son poco comunes. Sin embargo, el hecho de que exista la ley puede disuadir a las víctimas LGBT de delitos de denunciarlos a la policía, ya que algunas personas LGBT han sido arrestadas por su sexualidad o identidad de género después de que sus atacantes usaron el hecho de que eran parte de la comunidad LGBT como una excusa para sus crímenes.
La terapia hormonal de afirmación de género y la cirugía de afirmación de género no están disponibles en Liberia. El matrimonio entre personas del mismo sexo no está reconocido en Liberia.

### Legislación propuesta en 2012
A finales de 2011, el primer ministro británico, David Cameron, anunció que el Reino Unido suspendería la ayuda exterior a los países que persiguieran a las personas LGBT. En diciembre de ese año, la Secretaria de Estado de los Estados Unidos, Hillary Clinton, pronunció un discurso instando a las naciones de todo el mundo a respetar los derechos LGBT, el mismo día en que se publicó un memorando de la administración de Obama instruyendo a todas las agencias del gobierno de los EE. UU. a hacer todo lo posible para promover los derechos LGBT en el extranjero, incluso teniendo en cuenta los derechos LGBT al tomar decisiones sobre la ayuda exterior o el estatus de asilo de los inmigrantes. Varios medios de comunicación de Liberia informaron que Estados Unidos planeaba dejar de otorgar ayuda exterior a países que no respetaban suficientemente los derechos LGBT o, en particular, a países que no reconocían el matrimonio entre personas del mismo sexo. Esto desencadenó una reacción violenta contra los derechos LGBT y las personas LGBT en Liberia, incluidas varias leyes anti-LGBT y un aumento de los ataques violentos contra las personas LGBT.
En 2012, se presentaron dos proyectos de ley anti-LGBT en la Legislatura de Liberia. Un proyecto de ley presentado por el representante Clarence Massaquoi propuso aumentar la pena por actividad sexual entre personas del mismo sexo, de un delito menor de primer grado que conlleva una sentencia máxima de un año de prisión a un delito grave de segundo grado con una sentencia máxima de prisión de cinco años. Un proyecto de ley separado presentado por el entonces senador Jewel Taylor habría categorizado el matrimonio entre personas del mismo sexo como un delito grave de primer grado, con una sentencia máxima de diez años de prisión. En respuesta, la presidenta Ellen Johnson Sirleaf amenazó con vetar cualquiera de los proyectos de ley, al tiempo que defendió las leyes existentes que criminalizan la actividad sexual entre personas del mismo sexo como un delito menor, atribuyendo las leyes existentes a "valores tradicionales en nuestra sociedad que nos gustaría preservar". El proyecto de ley de Massaquoi para aumentar las penas por actividad sexual entre personas del mismo sexo no fue aprobado ni por la Cámara ni por el Senado, mientras que el proyecto de ley de Taylor para criminalizar el matrimonio entre personas del mismo sexo fue aprobado por el Senado pero no por la Cámara. Como resultado, ninguno de los dos proyectos de ley se convirtió en ley.

## Condiciones de vida
Un informe de las Naciones Unidas de 2020 encontró violaciones "graves, generalizadas" y persistentes de los derechos humanos de los liberianos LGBT. Las personas LGBT en Liberia se han enfrentado a discriminación en el empleo y la vivienda, agresiones físicas y amenazas de muerte. Los liberianos LGBT a menudo tienen que ocultar sus identidades en público, aunque existen algunos espacios privados para que las personas LGBT sean auténticas, a menudo patrocinados por organizaciones de defensa LGBT como Stop AIDS in Liberia y la Red Transgénero de Liberia (Transgender Network of Liberia), o creados por particulares.

### Ataques a personas LGBT
En 1990, durante la Primera guerra civil liberiana, el famoso cantante Tecumsay Roberts fue asesinado por miembros de alto rango del Frente Patriótico Nacional Independiente de Liberia (INPFL) después de que lo acusaran de ser homosexual. Fue asesinado poco después de que el líder de INPFL, Prince Johnson, supuestamente "verificara" que se había involucrado en actividades sexuales entre personas del mismo sexo. Johnson ha sido acusado de asesinar a Roberts, aunque Johnson ha acusado al diputado de INPFL, Samuel Varnii, de ser quien realmente mató a Roberts.
En 2012, el Movimiento contra los Gays en Liberia (Movement Against Gays in Liberia, MOGAL) distribuyó volantes que publicaban los nombres de personas en Monrovia que afirmaban que eran homosexuales y amenazaban sus vidas.
En noviembre de 2016, después de la conclusión de un evento en Monrovia para presentar a las candidatas del concurso Miss Trans Diva 2017 de la Red Transgénero de Liberia, los residentes del vecindario en el que se llevó a cabo el evento atacaron a quienes permanecieron en el evento y amenazaron con matar a cualquiera presente. Más de dos docenas de personas quedaron atrapadas en una estructura durante horas antes de que la policía lograra calmar la situación.

### Salud
Según una encuesta de ONUSIDA de 2013, la tasa de prevalencia del VIH/SIDA entre los hombres liberianos que tienen sexo con hombres (HSH) es del 19,8%. Además de la defensa en nombre de las personas LGBT en Liberia, Stop Aids en Liberia ha estado activo en la reducción de las tasas de VIH/SIDA en la población de HSH.